# Macuan
Macuan (Maku), porodica indijanskih jezika i plemena iz Kolumbije (Cacua i Nukak ?) i Brazila (Dâw ili Kamã Makú i Hupdë ili Hupdá, Nadêb ili Nadëb ili Nadobo i Yuhup). Maku jezici prema McQuownu i Greenbergu čine pod-porodicu porodice Puinavean. Predstavnici su:
- Cacua ili kákwa, macu de cubeo [cbv] (Kolumbija), 150 (1982 SIL).
- Dâw [kwa] (Brazil), 83 (1994 ALEM).
- Hupdë ili macú de tucano [jup] (Brazil i Kolumbija), 1.360.
- Nadëb ili kabori [mbj] (Brazil), 300 (1986 SIL).
- Nukak Makú [mbr] (Kolumbija), 400 (2005 Garcia).
- Yuhup [yab] (Brazil), 	360 (1995).[1]

## Vanjske poveznice
- Ethnologue (14th)
- Ethnologue (15th)
- Makú  Arhivirana inačica izvorne stranice od 9. travnja 2008. (Wayback Machine)